# Roecliffe
Roecliffe är en ort och civil parish i Storbritannien.   Den ligger i grevskapet North Yorkshire och riksdelen England, i den centrala delen av landet, 300 km norr om huvudstaden London. Roecliffe ligger 24 meter över havet och antalet invånare är 238.
Terrängen runt Roecliffe är platt. Runt Roecliffe är det ganska tätbefolkat, med 120 invånare per kvadratkilometer. Närmaste större samhälle är Harrogate, 13,0 km sydväst om Roecliffe. Trakten runt Roecliffe består till största delen av jordbruksmark.